# Golf d'Oman
El golf d'Oman o mar d'Oman (en àrab خليج عمان, Khalij 'Oman) és un entrant nord-occidental de la mar d'Aràbia que, a través de l'estret d'Ormuz, es comunica amb el golf Pèrsic. Té uns 560 km de longitud, 320 km d'amplària i una profunditat mitjana que va dels 50 m a l'oest fins als 200 m a l'est.

## Geografia
El golf d'Oman banya, al nord, les costes de l'Iran, a l'oest les dels Emirats Àrabs Units i, al sud, les d'Oman, on es troba Masqat, la principal ciutat riberenca. Cap a l'est s'obre fins a confluir amb l'oceà Índic.

## Comerç i ecologia
Com a via d'accés al golf Pèrsic, el golf d'Oman té una gran significació estratègica, ja que els estats del Golf tenen importants reserves de cru, vitals per a l'economia mundial.
El costat occidental del golf connecta amb l'estret d'Ormuz, una ruta estratègica per la qual un terç del gas natural liquat del món i el 20% del consum mundial de petroli passa dels productors de l'Orient Mitjà.
El 2018, els científics van confirmar que el golf d'Oman conté una de les zones mortes marines més grans del món, on l'oceà conté poc o cap contingut d'oxigen i la vida salvatge marina no pot existir.